# World Heavyweight Championship (Omaha version)
El World Heavyweight Championship (Omaha Version) o Campeonato Mundial Peso Pesado (Versión Omaha) fue un campeonato no reconocido por la National Wrestling Alliance pero que igualmente fue defendido en la American Wrestling Association hasta 1963.

## Historia
El 14 de junio de 1957, el Campeón Mundial Indiscutible de la NWA Lou Thesz se enfrentó a Edouard Carpentier por el título. El ganador de ese encuentro fue Carpentier y el árbitro lo nombrò como nuevo campeón. A los pocos días, los participantes de la junta directiva de la National Wrestling Alliance devolvieron el cinturón a Thesz. Este hecho provocò el enojo de la mayoría de los promotores de los territorios de la NWA (incluyendo Omaha, Nebraska) los cuales siguieron reconociendo a Carpentier como campeón.
Carpentier perdió el título ante Verne Gagne el 9 de agosto de 1958. En septiembre de 1963, este título fue unificado con el AWA World Heavyweight Championship por Verne Gagne.

## Lista de campeones
| Luchadores:        | Reinado N.º: | Derrotò a:                                          | Fecha:                   | Ubicación:             |
| ------------------ | ------------ | --------------------------------------------------- | ------------------------ | ---------------------- |
| Edouard Carpentier | 1            | Lou Thesz                                           | 14 de junio de 1957      | Chicago, Illinois      |
| Verne Gagne        | 1            | Édouard Carpentier                                  | 9 de agosto de 1958      | Omaha, Nebraska        |
| Wilbur Snyder      | 1            | Verne Gagne                                         | 15 de noviembre de 1958  | Omaha, Nebraska        |
| Dick the Bruiser   | 1            |                                                     |                          |                        |
| Wilbur Snyder      | 2            | Dick the Bruiser                                    | 25 de julio de 1959      | Omaha, Nebraska        |
| Dr. X              | 1            | Wilbur Snyder                                       | 3 de octubre de 1959     | Omaha, Nebraska        |
| Don Leo Jonathan   | 1            | Dr. X                                               | 7 de enero de 1961       | Omaha, Nebraska        |
| Dr. X              | 2            | Don Leo Jonathan                                    | 4 de febrero de 1961     | Omaha, Nebraska        |
| Don Leo Jonathan   | 2            | Dr. X                                               | 3 de abril de 1961       | Omaha, Nebraska        |
| Vacante            |              |                                                     | 1961                     |                        |
| Don Leo Jonathan   | 3            | Bobo Brazil                                         | 20 de mayo de 1961       | Omaha, Nebraska        |
| Verne Gagne        | 2            | Don Leo Jonathan                                    | 16 de septiembre de 1961 | Omaha, Nebraska        |
| Fritz Von Erich    | 1            | Verne Gagne                                         | 31 de julio de 1962      | Omaha, Nebraska        |
| Verne Gagne        | 3            | Fritz Von Erich                                     | 25 de agosto de 1962     | Omaha, Nebraska        |
| The Crusher        | 1            | Verne Gagne                                         | 15 de febrero de 1963    | Omaha, Nebraska        |
| Verne Gagne        | 4            | The Crusher                                         | 20 de julio de 1963      | Minneapolis, Minnesota |
| Fritz Von Erich    | 2            | Verne Gagne                                         | 27 de julio de 1963      | Omaha, Nebraska        |
| Verne Gagne        | 5            | Fritz Von Erich                                     | 7 de septiembre de 1963  | Omaha, Nebraska        |
| Abandonado         | N/A          | Unificado con el AWA World Heavyweight Championship | 7 de septiembre de 1963  | Omaha, Nebraska        |

## Reinados Más Largos
| Luchador           | Días | Fecha en que ganó        | Fecha en que perdió      |
| ------------------ | ---- | ------------------------ | ------------------------ |
| Edouard Carpentier | 421  | 14 de junio de 1957      | 9 de agosto de 1958      |
| Verne Gagne        | 318  | 16 de septiembre de 1961 | 31 de julio de 1962      |
| Verne Gagne        | 174  | 25 de agosto de 1962     | 15 de febrero de 1963    |
| The Crusher        | 155  | 15 de febrero de 1963    | 20 de julio de 1963      |
| Don Leo Jonathan   | 119  | 20 de mayo de 1961       | 16 de septiembre de 1961 |

## Mayor cantidad de reinados
- 5 veces: Verne Gagne.
- 3 veces: Don Leo Jonathan.
- 2 veces: WIlbur Snyder, Fritz Von Erich y Dr. X.

## Datos interesantes
- Reinado más largo: Edouard Carpentier, 421 días
- Reinado más corto: Verne Gagne, Menos de un día
- Campeón más viejo: Verne Gagne, 37 años, 6 meses y 12 días
- Campeón más joven: Dr. X, 28 años, 2 meses y 22 días
- Campeón más pesado: Don Leo Jonathan, 285 libras (129 kg).
- Campeón más liviano: Verne Gagne, 215 libras (98 kg).